# Плутон (крейсер)
«Плутон» (фр. Le Pluton) — крейсер-минный заградитель французского флота времён Второй мировой войны. Стал первым французским военным кораблём, погибшим в ходе этой войны.

## История создания
К проектированию крейсера — минного заградителя во Франции приступили в 1922 году. Проект создавался с оглядкой на британский крейсер — минный заградитель «Эдвенчер» и с учётом того обстоятельства, что к этому моменту французский флот вообще не имел специализированных кораблей такого класса. Проект первоначально именовался быстроходным минным заградителем. Ставилась задача создания корабля способного нести 250 мин и доставлять их со скоростью 30 узлов, что позволило бы совершать активные минные постановки у вражеских берегов.
Постройка корабля была заложена в судостроительную программу 1925 года, одобренную Национальным собранием 13 июля 1925 года. Заказ на строительство был выдан арсеналу Лорьяна 26 августа 1926 года. Стоимость постройки составила 102 671 658 франков.

## Конструкция
Корпус «Плутона», разделённый на водонепроницаемые отсеки, имел общую длину 152,5 метра, ширину 15,6 метра и осадку 5,18 метра, а также рабочее водоизмещение 6604 тонны.
Движение обеспечивалось четырьмя водотрубными котлами на мазуте и двумя турбинами с простыми передачами общей мощностью 57 000 л.с. (41 923 кВт). Они передавали энергию на два вала, каждый с одним гребным винтом. Максимальная проектная скорость составляла 30 узлов (56 км/ч), а во время ходовых испытаний — 31,6 узла. Также судно могло принимать 1200 тонн тяжёлого топлива.
Артиллерийское вооружение состояло из четырёх 13,86-см 40-калиберных противокорабельных пушек образца 1927 года. Это орудие, принятое на вооружение в 1930 году и использовавшееся на эсминцах типов «Эгль» и «Воклен», имело скорострельность от 8 до 12 выстрелов в минуту и могло стрелять 40-килограммовыми снарядами на дальность до 16,6 км. 13-тонные одиночные установки, оснащённые защитными щитами от осколков, устанавливались парами вдоль диаметральной плоскости корабля: одна перед надстройкой мостика и одна на ней, а также одна за ней и одна на кормовой рубке.
Для противовоздушной обороны имелись четыре 7,5-см орудия в одиночных установках, две 3,7-см пулемётные пушки и двенадцать 13,2-мм пулемётов Hotchkiss M1929.
Для постановки мин на просторной минной палубе имелось четыре минных рельса, с которых мины устанавливались через корму. Вместимость судна составляла до 290 морских мин.

## Служба

Эмблема «Плутона».

«Плутон» был передан флоту 13 мая 1930 года, но его официальные испытания начались лишь 10 марта 1931 года. К службе корабль приступил 15 ноября 1931 года, но формально зачислен в состав флота 25 января 1932 года. В ходе службы крейсер никогда не использовался как минный заградитель. Машины «Плутона» сразу продемонстрировали ненадёжную работу, поэтому уже в 1932 году было предложено переоборудовать его в учебный корабль.
С 24 октября 1932 года по 27 апреля 1933 года «Плутон» прошёл переоборудование в арсенале Тулона в учебно-артиллерийский корабль. После этого он был включён в состав Учебной дивизии флота. базировавшейся на Тулон. Летом 1936 года крейсер совершил поход к Балеарским островам. После расформирования Учебной дивизии «Плутон» был 1 октября 1938 года включён в состав артиллерийского дивизиона Учебной эскадры. В мае 1939 года его перевели на Атлантический флот, где он первоначально числился в составе 7-й дивизии крейсеров вместе с крейсером «Жанна д’Арк», но в августе 1939 года оба корабля перевели в 5-ю дивизию крейсеров. Предполагалось, что с 1 июня 1940 года «Плутон» окончательно станет учебным кораблём. При этом намечалось переименовать его в «Ля Тур д’Овернь» (фр. La Tour d’Auvergne).
2 сентября 1939 года «Плутон» вышел из Тулона в Касабланку имея 125 мин на борту. Задачей крейсера была постановка оборонительных минных заграждений на подходах к этому порту. В Касабланку «Плутон» прибыл 5 сентября 1939 года. Утром 13 сентября 1939 года, при снаряжении мин, на борту корабля, ближе к его кормовой части, произошёл взрыв. Возникший в результате этого пожар привёл к новым взрывам мин и боезапаса кормовых 138-мм орудий. Крейсер сел на дно гавани, но палуба полубака осталась над водой и там пожар продолжался ещё 18 часов. В итоге, корабль получил тяжёлые повреждения в кормовой части корпуса. Потери экипажа составили 186 человек убитыми, включая командира крейсера, а также 73 ранеными. На берегу были убиты 21 человек, ещё 26 получили ранения. От взрывов пострадали также два стоявших рядом тральщика.
Таким образом, «Плутон» стал первым французским кораблём, погибшим во Второй мировой войне. Официально его исключили из состава флота 23 июня 1940 года. Крейсер разобрали на месте в 1952 году.

## Оценка проекта
Крейсер-минный заградитель «Плутон» не прошёл проверку реальными боевыми действиями, погибнув в самом начале войны без воздействия неприятеля. Однако оценивая саму концепцию крейсер-минного заградителя, следует признать, что она на практике оказалась неудачной. Сама идея корабля с умеренной скоростью, предназначенного для активных минных постановок не выдержала проверки временем. Мины у вражеских берегов куда более эффективно ставили обычные крейсера и эсминцы, обладавшие высокой скоростью, причём их скромная минная вместимость не считалась недостатком. Таким образом, «Плутон» вряд ли мог быть использован по своему прямому назначению, а для оборонительных минных постановок годились и куда менее дорогие корабли. В итоге, «Плутон» оказывался бесполезным, в целом, кораблём, так как его скромная скорость и слабое вооружение не оставляло много вариантов для эффективного применения в бою. С учётом ненадёжной силовой установки, неудивительно, что большую часть своей карьеры «Плутон» провёл в роли учебного корабля и был умеренно полезен в этой роли.